# Реџи Фриман
Реџиналд „Реџи“ Фриман (енгл. Reggie Freeman; рођен 17. маја 1975. у Бронксу) је бивши амерички кошаркаш. Играо је на позицијама бека и крила.

## Каријера
Фриман је студирао и играо кошарку на универзитету Тексас од 1993. до 1997, након чега није изабран на НБА драфту 1997. године. Каријеру је почео играјући у америчким нижим лигама, као и Порторику и Венецуели, а прво европско искуство је имао у сезони 1999/00. када је у дресу турског прволигаша ИТУ из Истанбула, на 26 одиграних утакмица бележио просечно 17 поена и 6 скокова по мечу.
Сезону 2001/02. почиње у дресу загребачке Цибоне, али услед незадовољства минутажом, клуб је напустио почетком фебруара 2002. Убрзо након тога прелази у италијански Розето, где је наступио на само две утакмице Серије А, након чега проналази и трећи ангажман у овој сезони и потписује за Асвел. У овом клубу остаје до краја сезоне, и играјући под тренером Богданом Тањевићем осваја титулу првака Француске.
Први пут у Србију долази 2002. године и потписује за ФМП. Фриман је у сезони 2002/03, са просеком од неких 13 поена, водио ФМП до трофеја у Купу Радивоја Кораћа, финала плеј-офа првенства СЦГ и четвртфинала УЛЕБ Купа. Током лета 2003. прелази у Црвену звезду. Ипак у црвено-белом дресу је одиграо само неколико утакмица, након чега је већ крајем октобра 2003. напустио клуб, због неслагања са тадашњим тренером Сагадином. Убрзо се враћа у ФМП (тада под именом Рефлекс), и са њима у сезони 2003/04. стиже до титуле у Јадранској лиги (у полуфиналу против Црвене звезде постигао је 29 поена, уз 10 скокова и четири асистенције) и полуфинала УЛЕБ Купа, где је екипа из Железника испала од Хапоела из Јерусалима. Те сезоне је бележио у просеку 12 поена, а његова повреда је била један од главних разлога зашто ФМП те године није успео да се пласира у плеј-оф домаће лиге.
Почео је и сезону 2004/05. у дресу ФМП-а, али је у јануару 2005. на утакмици против Слована сломио руку. Због те повреде није играо наредног месеца на Купу Радивоја Кораћа, који је клуб из Железника освојио. Фриман је у овој сезони у УЛЕБ Купу и Јадранској лиги (где су имали знатно мање успеха) бележио у просеку око 14 поена, 4,5 скокова и три асистенције. Почетком априла 2005. је споразумно раскинуо уговор са ФМП-ом, а у знак захвалности клуб је његов дрес са бројем пет повукао из употребе и подигао под сводове дворане у Железнику. Само неколико дана након напуштања ФМП-а, Фримен потписује уговор са НИС Војводином како би наступао у Суперлиги СЦГ. У дресу новосадског клуба је бележио око 12 поена у просеку.
За сезону 2005/06. је потписао уговор са литванским Жалгирисом. Сезону 2006/07. је провео у италијанској Орландини, а сезону 2007/08. је почео у грчком Ретимну а завршио у пољској екипи Стал Остров Вјелкополски. У марту 2009. се после неколико година вратио у српску кошарку и потписао за ваљевски Металац. На укупно осам одиграних утакмица у дресу Металца, бележио је непуних шест поена по мечу.

## Репрезентација
Наступао је за репрезентацију Америчких Девичанских Острва на Америчком првенству у кошарци 2009. године.

## Успеси

### Клупски
- Асвел:
  - Првенство Француске (1): 2001/02.

- ФМП:
  - Јадранска лига (1) : 2003/04.
  - Куп Радивоја Кораћа (1) : 2003.

### Појединачни
- Најкориснији играч Купа Радивоја Кораћа (1): 2003.